# امپراتور تنجی
امپراتور تنجی (به ژاپنی: 天智天皇)؛ زاده درگذشته ۷ ژانویه ۰۶۷۲) سی و هشتمین امپراتور ژاپن بود. نام او پیش از رسیدن به سلطنت شاهزاده ناکا نو اوئه بود.
امپراتور تنجی ، که ابتدا با نام شاهزاده کاتسوراگی  و بعداً به عنوان شاهزاده ناکانو اوه  شناخته می شود. او سی و هشتمین امپراتور ژاپن بود که از سال 668 تا 671 سلطنت کرد. او پسر امپراتور جومی و ملکه کوگیوکو (امپراتور سایمی) بود و فرزندانش شامل امپراتریس جیتو، امپراتریس گنمی و امپراتور کوبون بودند.
در سال ۶۴۵، تنجی و فوجیوارا نو کاماتاری، سوگا نو امیشی و ایروکا را شکست دادند. او دولت جدیدی تأسیس کرد و اصلاحات سیاسی انجام داد. سپس به عنوان ولیعهد امپراتورهای کوتوکو و سایمی، قدرت سیاسی واقعی را به دست گرفت. با وجود مرگ امپراتور سایمی، او به مدت هفت سال به سلطنت نرسید و پس از انتقال پایتخت به اومی در سال ۶۶۸ به سلطنت رسید. او اولین دفتر ثبت خانوادگی ژاپن، کوگو ننجاکو، و اولین مجموعه قوانین، مجموعه قوانین اومی، را ایجاد کرد.

## روایت سنتی[۱]
او پسر امپراتور جومی بود، اما مادرش، امپراتریس سایمی، پیش از او به سلطنت رسیده بود.
پیش از به سلطنت رسیدن، او با نام شاهزاده ناکا-نو-اوئه (中大兄皇子، Naka-no-Ōe no Ōji) شناخته می‌شد.
وقایع زندگی تنجی
- به عنوان شاهزاده، ناکا نو اوئه نقش مهمی در پایان دادن به کنترل تقریباً کامل خاندان سوگا بر خانواده امپراتوری ایفا کرد. در سال ۶۴۴، با مشاهده قدرت گرفتن سوگا، او با ناکاتومی نو کاماتاری و سوگا نو کورایامادا نو ایشیکاوا نو مارو توطئه کرد تا سوگا نو ایروکا را در آنچه که به عنوان حادثه ایشی شناخته می‌شود، ترور کنند. اگرچه این ترور دقیقاً طبق برنامه پیش نرفت، ایروکا کشته شد و پدر و سلف او، سوگا نو امیشی، کمی بعد خودکشی کرد. پس از حادثه ایشی، پیروان ایروکا تا حد زیادی بدون درگیری پراکنده شدند و ناکا نو اوئه به عنوان وارث بلافصل تعیین شد. او همچنین با دختر متحد خود، سوگا نو کورایامادا، ازدواج کرد و بدین ترتیب اطمینان حاصل کرد که بخش قابل توجهی از قدرت خاندان سوگا در کنار او خواهد بود.

وقایع سلطنت تنجی
- ناکا نو اوئه از سال ۶۶۱ تا ۶۷۲ به عنوان امپراتور تنجی سلطنت کرد.

- ۶۶۱: در سومین سال سلطنت سای‌می (斉明天皇三年)، ملکه پسرش را به عنوان وارث خود تعیین کرد؛ و محققان مدرن این را به این معنی تفسیر می‌کنند که این پسر پس از مرگ یا کناره‌گیری او، جانشینی (سنسو) را دریافت می‌کرد. اندکی پس از آن، او درگذشت و می‌توان گفت که امپراتور تنجی به سلطنت (سوکی) رسید.

- ۶۶۲: گفته می‌شود تنجی اولین قانون قانونی ژاپنی را که برای مورخان مدرن شناخته شده است، تدوین کرده است. قانون اومی، متشکل از ۲۲ جلد، در آخرین سال سلطنت تنجی منتشر شد. این قانون دیگر وجود ندارد، اما گفته می‌شود که در آنچه به عنوان قانون آسوکا کیومیهارا در سال ۶۸۹ شناخته می‌شود، اصلاح شده است. و گمان می‌رود که اینها پیشگام قانون تایهو در سال ۷۰۱ بوده‌اند.

- ۶۶۳: تنجی در تلاش برای حمایت از احیای متحد ژاپن، باکجه (یکی از سه پادشاهی کره که در سال ۶۶۰ توسط پادشاهی کره‌ای شیلا فتح شده بود) به کره حمله کرد، اما در نبرد باکگانگ توسط نیروهای مشترک سیلا و تانگ چین به شدت شکست خورد.

- ۶۶۸: روایتی در نیهون شوکی اولین اشاره به نفت پتروشیمی در ژاپن می‌شود. در هفتمین سال سلطنت تنجی (天智天皇七年)، آب قابل اشتعال (احتمالاً نفت) [به اندازه کافی دقیق نیست که بتوان آن را تأیید کرد] به عنوان پیشکشی به امپراتور تنجی از ولایت اچیگو (که اکنون به عنوان بخشی از استان نیگاتا شناخته می‌شود) تقدیم شد. این تقدیم با تأیید تشریفاتی امپراتور به عنوان امپراتور همزمان شد. او در دوره‌ای که مقبره مادرش در حال ساخت بود، تشریفات را به تعویق انداخته بود؛ و هنگامی که کار تمام شد، دیگر نمی‌توانست بیش از این تأخیر کند. تا این زمان، اگرچه او عملاً پادشاه بود، اما عنوان ولیعهد را حفظ کرده بود.

- ۶۷۱: روایتی در نیهون شوکی اولین اشاره به اعلام عمومی زمان توسط روکوکو (نوعی ساعت آبی) در ژاپن است. در سال ۶۶۰ نیز اشاره‌ای به این نوع ساعت وجود دارد.

تنجی به ویژه در بهبود نهادهای نظامی که در طول اصلاحات تایکا تأسیس شده بودند، فعال بود.
مرگ امپراتور
- پس از مرگ او در سال ۶۷۲، اختلاف بر سر جانشینی بین چهارده فرزند او (که بسیاری از آنها از مادران مختلف بودند) به وجود آمد. در نهایت، پسرش، شاهزاده اوتومو، که با نام امپراتور کوبون نیز شناخته می‌شود، جانشین او شد و سپس برادر تنجی، شاهزاده اوما، که با نام امپراتور تنمو نیز شناخته می‌شود، جانشین او شد. تقریباً صد سال پس از مرگ تنجی، تاج و تخت به نوه‌اش، امپراتور کونین، رسید.

گاهشماری پس از میجی
- در دهمین سال تنجی، در یازدهمین ماه (۶۷۱): امپراتور تنجی، در دهمین سال سلطنت خود (天智天皇十年)، پسرش را به عنوان وارث خود تعیین کرد؛ و محققان مدرن این را به این معنی تفسیر می‌کنند که پسر پس از مرگ پدرش جانشینی (سنسو) را دریافت می‌کرد. مدت کوتاهی پس از آن، گفته می‌شود امپراتور کوبون به تخت سلطنت (سوکی) نشست. اگر این برداشت معتبر باشد، به شرح زیر است:

- در اولین سال کوبون (۶۷۲): امپراتور کوبون، در اولین سال سلطنت خود (弘文天皇元年)، درگذشت؛ و عمویش اوئومی-شیننو پس از مرگ برادرزاده‌اش جانشینی (سنسو) را دریافت کرد. کمی پس از آن، می‌توان گفت که امپراتور تنمو به تخت سلطنت (سوکی) تکیه زده است.

## دوره غیر ننگو[۱]
سال‌های سلطنت تنجی توسط محققان به هیچ دوره یا ننگو (nengō) مرتبط نیست. نوآوری دوران تایکا در نامگذاری دوره‌های زمانی - ننگو - تا زمانی که مومو با اعلام آغاز تایهو در سال ۷۰۱ (به جز اعلام موقت دوران شوچو تحت امپراتور تنمو در سال ۶۸۶) حق امپراتوری را دوباره تثبیت کرد، از بین رفت.
در این زمینه، ترجمه براون و ایشیدا از گوکانشو توضیحی در مورد سال‌های سلطنت ملکه جیتو ارائه می‌دهد که حس شفافیت آسان در چارچوب زمانی پیش از تایهو را مبهم می‌کند:
"دوره‌هایی که در این سلطنت رخ دادند عبارت بودند از: (1) هفت سال باقی‌مانده از شوچو [(686+7=692?)]؛ و (2) تایکا، که چهار سال طول کشید [695-698]. (سال اول این دوره کینوتو-هیتسوجی [695] بود.) ... در سال سوم دوره تاکا [697]، ملکه جیتو تاج و تخت را به ولیعهد واگذار کرد."

## همسران و فرزندان[۱]
ملکه: یاماتو هیمه نو اوکیمی (倭姫王)، دختر شاهزاده فوروهیتو-نو-او (پسر امپراتور جومی).
هین: سوگا نو اوچی-نو-ایراتسومه (蘇我遠智娘، متوفی حدود  651)، سوگا نو کورا-نو-یامادا نو دختر ایشیکاوا-نو-مارو
- دختر اول: شاهدخت اوتا (大田皇女)، ازدواج با امپراتور تنمو

- دختر دوم: شاهزاده خانم اونو-نو-سارارا (鸕野讃良皇女) بعد از آن ملکه جیتو

- پسر دوم: شاهزاده تاکرو (建皇子، 651–658)

هین: سوگا نو می-نو-ایراتسومه (蘇我姪娘)، سوگا نو کورا-نو-یامادا و دختر ایشیکاوا-نو-مارو
- دختر سوم: شاهدخت مینابه (御名部皇女)، ازدواج با شاهزاده تاکهچی

- دختر چهارم: پرنسس آبه/آه (阿閇皇女) بعد ملکه جنمی، ازدواج با شاهزاده کوساکابه

هین: سوگا نو هیتاچی-نو-ایراتسومه (蘇我常陸娘)، دختر سوگا نو آکائه
- شاهدخت یامانوبه (山辺皇女)، ازدواج با شاهزاده اوتسو

هین: آبه نو تاچیبانا-نو-ایراتسومه (متوفی ۶۸۱)، دختر آبه نو کورهاشی مارو.
- شاهدخت آسوکا (پرنسس آسوکا)، با شاهزاده اوساکابه ازدواج کرد

- شاهدخت نیتابه (شاهزاده نیتابه)، با امپراتور تنمو ازدواج کرد

پسر دهم: شاهزاده اوما، بعدها امپراتور تنمو
- بانوی دربار: کوشی-نومیچی نو ایراتسومه (ایراتسومه جاده شرقی)

- پسر هفتم: شاهزاده شیکی (شاهزاده شیکی، درگذشته ۷۱۶)، پدر امپراتور کونین

بانوی دادگاه (Uneme): Yakako-no-iratsume، بانوی دادگاه پایین‌تر از ایگا (Iga no Uneme)
- پسر اول: شاهزاده اوتومو بعداً امپراتور کوبون

- شاهزاده آبه (آجا نو اوجی، b.648)

- پرنسس آگا (Princess Aga) (648–709)

بانوی دادگاه: اوشینومی نو شیکیبوکو-نو-ایراتسومه (شینومی شیکیبوکو-نو-ایراتسومه)، دختر اوشینومی زوکوریو
- پسر سوم: شاهزاده کاواشیما (شاهزاده کاواشیما، 657–691)

- شاهزاده خانم او (Princess Ōe) (اوه شاهزاده خانم)، با امپراتور تنمو ازدواج کرد

- شاهدخت ایزومی (شاهزاده ایزومی)، سایئو در معبد ایسه (701–706)

بانوی دادگاه: Kurikuma no Kurohime-no-iratsume (دختر Kurikuma Kurohime)، دختر Kurikuma Tokuman
- شاهدخت مینوشی (شاهزاده خانم مینوشی)

## مقبره[۱]
آرامگاه امپراتور تنجی یک کوفون است که محل دفن سنتی امپراتور تنجی است. به طور خاص، این یک کوفون هشت ضلعی است.
دفتر خاندان امپراتوری به احترام امپراتور تنجی که ادعا می‌کند در آنجا دفن شده است، دسترسی عموم به آن را محدود کرده است.

## تصویر سازی مدرن[۱]
نقش او را آن هونگ-جین در سریال تلویزیونی رویای فرمانروای بزرگ از شبکه KBS1 در سال‌های ۲۰۱۲-۲۰۱۳ بازی کرد.